# Ayakashi

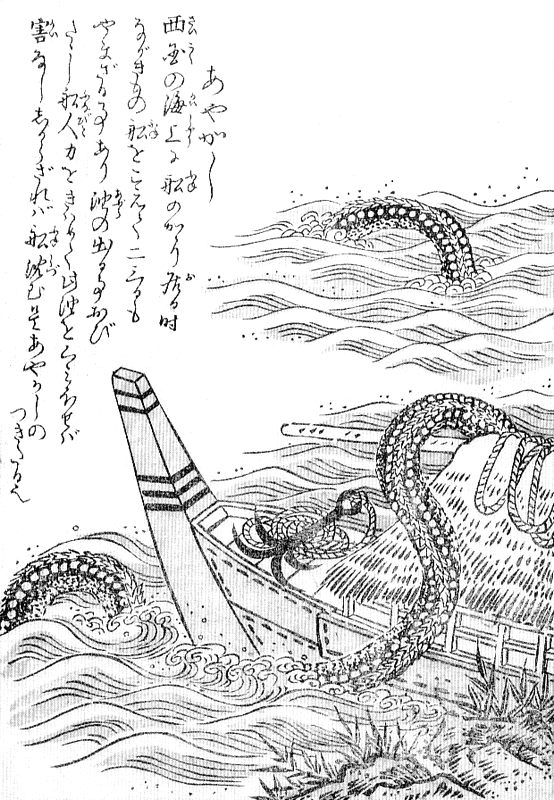
Ilustración de Ayakashi por Toriyama Sekien.

El Ayakashi es una criatura del imaginario folclórico de Japón. Habita en los mares de Japón y es una leyenda de los pescadores.
Los "Ayakashi", (llamados también fantasmas), son criaturas que provienen de la Orilla Lejana, pero les gusta influenciar a humanos, alimentándose de la oscuridad de la gente y corrompiendo sus corazones. Pueden ser expulsados y aniquilados por los dioses y sus shinki. En condiciones normales, los humanos no pueden verlos. Estos seres son almas o espíritus que han muerto y sus almas buscan un cuerpo. 

## Actitud
De actitud pasiva, no disfruta atacando al ser humano. Sin embargo, si pasa por encima de algún bote, lo hará en forma de arco y su cuerpo aceitoso empezará a chorrear una negra sustancia. Los ocupantes de la embarcación, deberán quedarse quitando todo el material que tira el Ayakashi hasta que se aleje, pues de lo contrario, su embarcación se hundirá por el peso del aceite. Son muy pacíficos pero otros están poseídos por tristeza, soledad, etc. Estos poseídos pueden poseer a humanos con diversas situaciones sentimentales
- Datos: Q17005117